# Drapetis bruscellensis
Drapetis bruscellensis is een vliegensoort uit de familie Hybotidae. De soort werd ontdekt in 2016, in de botanische tuin Jean Massart in Oudergem nabij het Zoniënwoud aan Brussel door entomoloog Patrick Grootaert van het KBIN.
De vlieg heeft een glanzend zwart borst is zo'n twee millimeter groot en leef voornamelijk op boomstammen en bladeren, waar het jaagt op kleinere insecten en mijten.[